# كوتشاني
كوتشاني هي مدينة في جمهورية مقدونيا وتقع في شرقها تتبع بلدية كوتشاني، سكانها 330 28 نسمة، وهي معروف لإنتاج الأرز والمياه المعدنية.

## السكان
التكوين العرقي وفقا لآخر تعداد للسكان (2002):
- المقدونيين، +25730 (93.12 ٪)
- الغجر 1،951 (5.12 ٪)
- الأتراك 315 (0.83 ٪)
- الفلاش 193 (0.51 ٪)
- الصرب 63 (0.18 ٪)
- أخرى 77 (0.245 ٪)

## توأمة
لكوتشاني اتفاقيات توأمة مع كل من:
- Szigetszentmiklós [الإنجليزية]‏
- Novi Kneževac [الإنجليزية]‏
- كازنلاك

## أعلام
- داركو سوكولوف